# Douglas and District FC
Douglas and District FC (opgericht in 1996 als Barclays FC) is een voetbalclub uit Douglas, de hoofdstad van het eiland Man.

## Statistieken
- Hoogste positie: 9e, 2002-03
- Meeste winst: 10x, 2002-03
- Minst verlies: 14x, 2002-03
- Meeste goals gescoord: 69, 2002-03
- Minste goals tegen gekregen: 82, 1999-00
- Meeste punten behaald: 32, 2002-03

## Stadion
Het stadion van Douglas and District FC is het Nobles Park, Corinthians AFC en Douglas Royal FC spelen hier ook. De capaciteit van het stadion is onbekend.

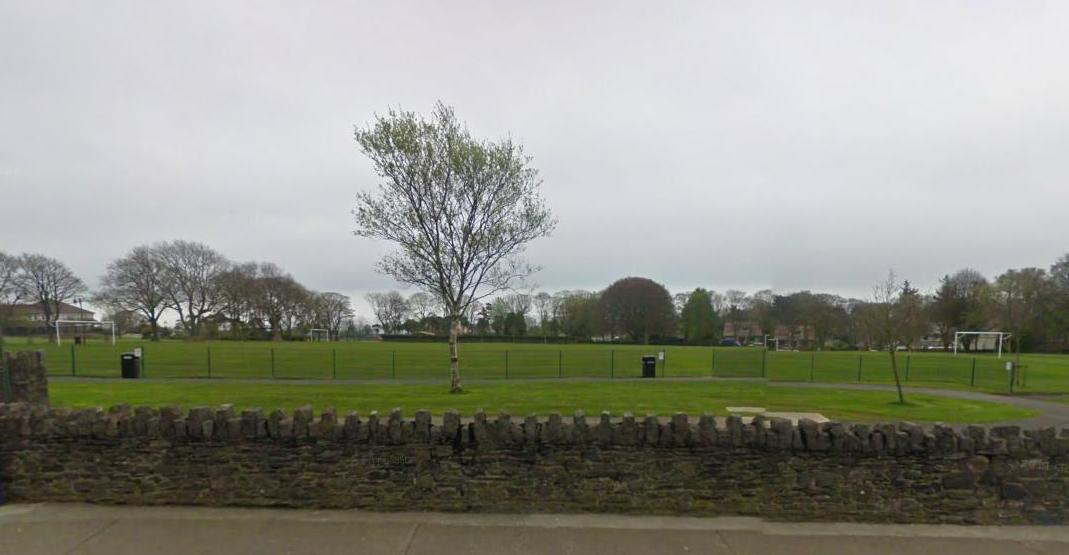
Het Nobles Park-veld.